# کامبریا
کامبریا (به انگلیسی: Cumbria) یک شهرستان تشریفاتی و غیر شهری در ناحیه شمال غربی انگلستان و در مرز با اسکاتلند است که کامبرلند، وستمورلند و بخش‌هایی از لانکاشر را شامل می‌شود.
نواحی دریاچه‌ای انگلستان معروف به لیک دیستریکت و قله اسکافل، بلندترین کوه این کشور نیز در کامبریا قرار دارند.

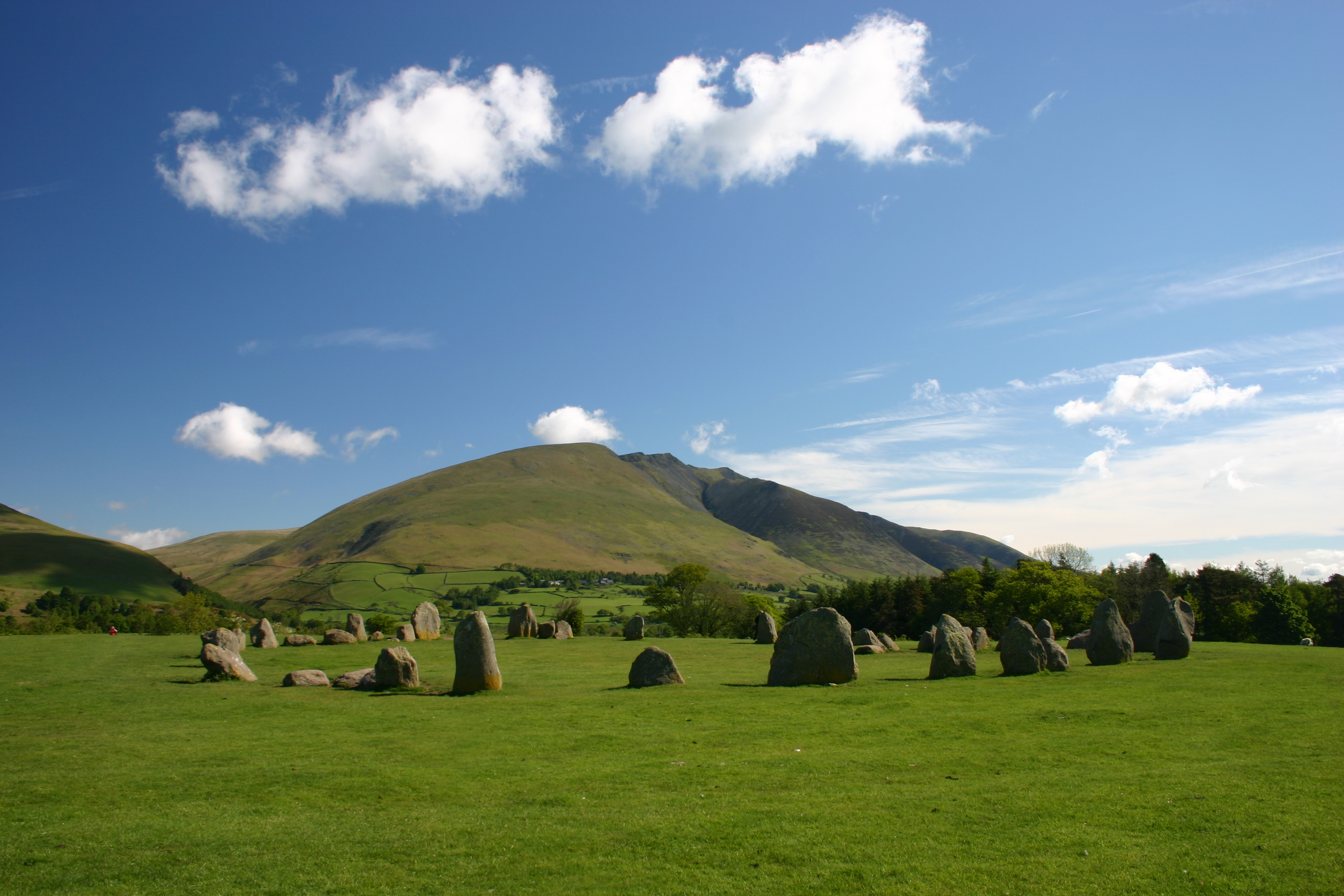